# الینکورت
الینکورت (به فرانسوی: Alincourt) یک کمون در فرانسه است که در Canton of Juniville واقع شده‌است.

## خصوصیات
الینکورت ۸٫۶۲ کیلومترمربع مساحت و ۱۳۷ نفر جمعیت دارد و ۱۰۲ متر بالاتر از سطح دریا واقع شده‌است.